# Evening Telegraph Challenge Cup
L'Evening Telegraph Challenge Cup (initialement appelée la City of Discovery Cup) est une compétition de football organisée en 2005 et en 2006.

## Histoire
Cette compétition a été créée en 2005 comme un tournoi de pré-saison organisé par la ville de Dundee, avec l'idée d'y convier les deux grandes équipes de la ville (Dundee FC et Dundee United) ainsi que deux autres clubs non écossais. Le nom choisi est la City of Discovery Cup, provenant du surnom de la ville. Lors de la première édition, les deux clubs anglais de Sheffield Wednesday et de Wolverhampton Wanderers complètent le plateau.
Le 29 mars 2006, les organisateurs annoncèrent que l'édition 2006 ne serait disputée uniquement par les deux clubs de la ville, en un seul match. Le 22 juin 2006, le journal local de l'Evening Telegraph (en) annonça qu'il sponsorisait la compétition, renommée pour l'occasion l'Evening Telegraph Challenge Cup. Radio Tay (en) est aussi un des sponsors de l'événement.
Toutefois, ce fut la dernière édition car les deux clubs ne réussirent pas à se mettre d'accord sur de nouvelles dates pour s'affronter.

## Vainqueurs
- 2005 : Dundee United
- 2006 : Dundee

## Résultats

### 2005

#### Demi-finales
| 23 juillet 2005 | Sheffield Wednesday | 0 – 0 ? t. a. b. | Wolverhampton Wanderers |                                            |                                            |
| 13:00           |                     | (0 – 0)          |                         | Tannadice Park, Dundee Spectateurs : 6 659 | Tannadice Park, Dundee Spectateurs : 6 659 |
| 13:00           | Rapport             |                  |                         | Tannadice Park, Dundee Spectateurs : 6 659 | Tannadice Park, Dundee Spectateurs : 6 659 |
| 13:00           | Tirs au but ?       |                  |                         | Tannadice Park, Dundee Spectateurs : 6 659 | Tannadice Park, Dundee Spectateurs : 6 659 |

| 23 juillet 2005 | Dundee United                         | 3 – 0   | Dundee |                                            |                                            |
| 16:00           | Kerr 43e · Duff (en) 50e · Miller 51e | (1 – 0) |        | Tannadice Park, Dundee Spectateurs : 6 659 | Tannadice Park, Dundee Spectateurs : 6 659 |

#### Match pour la3eplace
| 24 juillet 2005 | Dundee  | 0 – 4   | Wolverhampton Wanderers        |                                       |                                       |
| 13:00           |         | (0 – 0) | Cort 57e 75e 85e · Edwards 80e | Dens Park, Dundee Spectateurs : 5 081 | Dens Park, Dundee Spectateurs : 5 081 |
| 13:00           | Rapport |         |                                | Dens Park, Dundee Spectateurs : 5 081 | Dens Park, Dundee Spectateurs : 5 081 |

#### Finale
| 24 juillet 2005 | Sheffield Wednesday | 1 – 2   | Dundee United   |                                       |                                       |
| 16:00           | Peacock (en) 37e    | (1 – 0) | Kenneth · Grady | Dens Park, Dundee Spectateurs : 5 081 | Dens Park, Dundee Spectateurs : 5 081 |
| 16:00           | (en) Rapport        |         |                 | Dens Park, Dundee Spectateurs : 5 081 | Dens Park, Dundee Spectateurs : 5 081 |

### 2006

#### Finale
| 22 juillet 2006 | Dundee           | 1 – 0   | Dundee United |                                       |                                       |
|                 | Deasley (en) 61e | (0 – 0) |               | Dens Park, Dundee Spectateurs : 6 277 | Dens Park, Dundee Spectateurs : 6 277 |